# مرگ‌نشان بوکیج
مرگ‌نشان بوکیج (نام علمی: Sheppardia bocagei) نام یک گونه از سرده مرگ‌نشان است.